# Campeonato Sudamericano 1922
El Campeonato Sudamericano de Selecciones 1922 fue la sexta edición del Campeonato Sudamericano de Selecciones, competición que posteriormente sería denominada como Copa América y que es el principal torneo internacional de fútbol por selecciones nacionales en América del Sur. Se desarrolló en Río de Janeiro, Brasil, entre el 17 de septiembre y el 22 de octubre de 1922.
En un principio el torneo se iba a realizar en Chile, pero la sede le fue asignada a Brasil, que la solicitó para la conmemoración del centenario de la Independencia de Brasil.
Para entonces ya cinco países habían intervenido en el torneo: Argentina, Uruguay, Brasil, Chile y Paraguay y esos mismos cinco seleccionados viajarían a territorio brasileño para competir en la sexta versión del torneo continental.

## Organización

### Sede
| Río de Janeiro  |
| --------------- |
| Laranjeiras     |
| Capacidad: 8000 |
|                 |

### Árbitros
- Ricardo Vallarino.
- Francisco Andreu.
- Norberto Ladrón de Guevara.
- Servando Pérez.
- Pedro Santos.
- Enrique Vignal.

## Equipos participantes
Participaron las cinco asociaciones afiliadas a la Confederación Sudamericana de Fútbol en esa época. 

| Equipos participantes | Equipos participantes | Equipos participantes |
| --------------------- | --------------------- | --------------------- |
| Argentina             | Brasil                | Chile                 |
| Paraguay              | Uruguay               |                       |

## Resultados

### Posiciones
| Selección | Pts. | PJ | PG | PE | PP | GF | GC | Dif. |
| --------- | ---- | -- | -- | -- | -- | -- | -- | ---- |
| Paraguay  | 5    | 4  | 2  | 1  | 1  | 5  | 3  | +2   |
| Brasil    | 5    | 4  | 1  | 3  | 0  | 4  | 2  | +2   |
| Uruguay   | 5    | 4  | 2  | 1  | 1  | 3  | 1  | +2   |
| Argentina | 4    | 4  | 2  | 0  | 2  | 6  | 3  | +3   |
| Chile     | 1    | 4  | 0  | 1  | 3  | 1  | 10 | –9   |

### Partidos
| 17 de septiembre de 1922 | Brasil  | 1:1 (1:1) | Chile     | Estadio das Laranjeiras, Río de Janeiro                                 |                                                                         |
|                          | Tatú 9' |           | 41' Bravo | Asistencia: 30 000 espectadores Árbitro(s): Ricardo Vallarino (Uruguay) | Asistencia: 30 000 espectadores Árbitro(s): Ricardo Vallarino (Uruguay) |

| 23 de septiembre de 1922 | Uruguay                         | 2:0 (2:0) | Chile | Estadio das Laranjeiras, Río de Janeiro                                 |                                                                         |
|                          | Heguy 1' · Urdinarán 19' (pen.) |           |       | Asistencia: 12 000 espectadores Árbitro(s): Francisco Andreu (Paraguay) | Asistencia: 12 000 espectadores Árbitro(s): Francisco Andreu (Paraguay) |

| 24 de septiembre de 1922 | Brasil      | 1:1 (0:1) | Paraguay  | Estadio das Laranjeiras, Río de Janeiro                                        |                                                                                |
|                          | Amílcar 71' |           | 14' Rivas | Asistencia: 25 000 espectadores Árbitro(s): Norberto Ladrón de Guevara (Chile) | Asistencia: 25 000 espectadores Árbitro(s): Norberto Ladrón de Guevara (Chile) |

| 28 de septiembre de 1922 | Argentina                                    | 4:0 (3:0) | Chile | Estadio das Laranjeiras, Río de Janeiro                                |                                                                        |
|                          | Chiessa 10' · Francia 36', 41' · Gaslini 75' |           |       | Asistencia: 2 500 espectadores Árbitro(s): Ricardo Vallarino (Uruguay) | Asistencia: 2 500 espectadores Árbitro(s): Ricardo Vallarino (Uruguay) |

| 1 de octubre de 1922 | Brasil | 0:0 | Uruguay | Estadio das Laranjeiras, Río de Janeiro                                |  |
|                      |        |     |         | Asistencia: 30 000 espectadores Árbitro(s): Servando Pérez (Argentina) |  |

| 5 de octubre de 1922 | Paraguay                             | 3:0 (2:0) | Chile | Estadio das Laranjeiras, Río de Janeiro                              |                                                                      |
|                      | Ramírez 23' · López 38' · Fretes 54' |           |       | Asistencia: 1000 espectadores Árbitro(s): Servando Pérez (Argentina) | Asistencia: 1000 espectadores Árbitro(s): Servando Pérez (Argentina) |

| 8 de octubre de 1922 | Uruguay     | 1:0 (1:0) | Argentina | Estadio das Laranjeiras, Río de Janeiro                           |                                                                   |
|                      | Buffoni 43' |           |           | Asistencia: 14 000 espectadores Árbitro(s): Pedro Santos (Brasil) | Asistencia: 14 000 espectadores Árbitro(s): Pedro Santos (Brasil) |

| 12 de octubre de 1922 | Paraguay    | 1:0 (1:0) | Uruguay | Estadio das Laranjeiras, Río de Janeiro                         |                                                                 |
|                       | Elizeche 7' |           |         | Asistencia: 3000 espectadores Árbitro(s): Pedro Santos (Brasil) | Asistencia: 3000 espectadores Árbitro(s): Pedro Santos (Brasil) |

| 15 de octubre de 1922 | Brasil                       | 2:0 (1:0) | Argentina | Estadio das Laranjeiras, Río de Janeiro                                 |                                                                         |
|                       | Neco 42' · Barbuy 86' (pen.) |           |           | Asistencia: 25 000 espectadores Árbitro(s): Francisco Andréu (Paraguay) | Asistencia: 25 000 espectadores Árbitro(s): Francisco Andréu (Paraguay) |

| 18 de octubre de 1922                                                                                         | Argentina               | 2:0 (0:0) | Paraguay | Estadio das Laranjeiras, Río de Janeiro                           |                                                                   |
| | Francia 63', 79' (pen.) |           |          | Asistencia: 8000 espectadores Árbitro(s): Enrique Vignal (Brasil) | Asistencia: 8000 espectadores Árbitro(s): Enrique Vignal (Brasil) |
| Paraguay abandonó el campo de juego como protesta luego de que el árbitro cobrase penal a favor de Argentina. |                         |           |          |                                                                   |                                                                   |

### Final
| 22 de octubre de 1922 | Brasil                      | 3:0 (1:0) | Paraguay | Estadio das Laranjeiras, Río de Janeiro                                |                                                                        |
|                       | Neco 11' · Formiga 48', 89' |           |          | Asistencia: 20 000 espectadores Árbitro(s): Servando Pérez (Argentina) | Asistencia: 20 000 espectadores Árbitro(s): Servando Pérez (Argentina) |

- Nota: Al haber un empate en los tres primeros puestos (Paraguay, Brasil y Uruguay), se decidió hacer una nueva liguilla para determinar al campeón. Sin embargo, Uruguay abandonó la competición como protesta ante el arbitraje del brasileño Pedro Santos en su cotejo contra Paraguay. En consecuencia, quedaron solo dos seleccionados y se realizó un partido final entre ellos para decidir al ganador del torneo.

|                           |
| Bandera de Brasil         |
| Campeón Brasil 2.º título |

### Goleadores

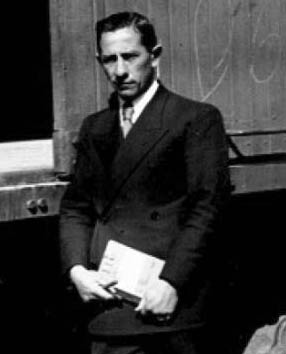
Juan Francia fue el goleador del torneo.

4 goles
- Juan Francia

2 goles
- Amilcar
- Formiga
- Neco
- Gerardo Rivas

1 gol
- Ángel Chiesa
- José Gaslini
- Tatú
- Manuel Bravo
- Carlos Elizeche
- Luis Fretes
- Ildefonso López
- Julio Ramírez
- Felipe Buffoni
- Juan Carlos Heguy
- Antonio Urdinarán

### Asistencias
2 asistencias
- Neco

1 asistencia
- Varas
- Pascual Somma
- Junqueira
- Gerardo Rivas
- Benítez
- Manuel Schaerer
- Otero
- Capdevila
- Heitor
- Pascual Rivet
- Palamone

Fuentes: Big Soccer 

### Mejor jugador del torneo
- Agostinho Forte.[2]